# Gian Saratz

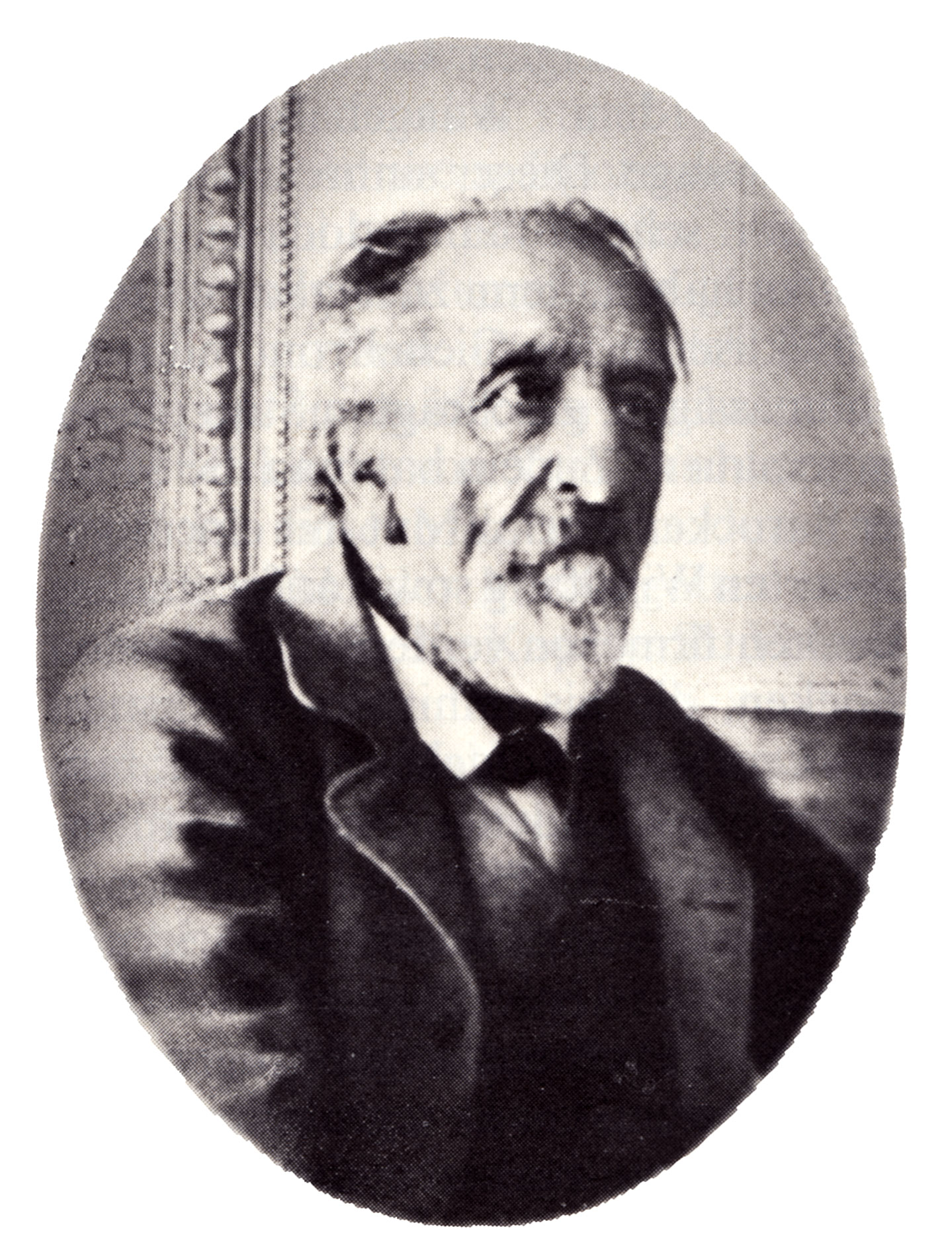
Gian Saratz

Gian Saratz (* 28. Juni 1821 in Pontresina; † 25. August 1900 ebenda; heimatberechtigt ebenda) war ein Schweizer Hotelier, Naturforscher und Politiker.

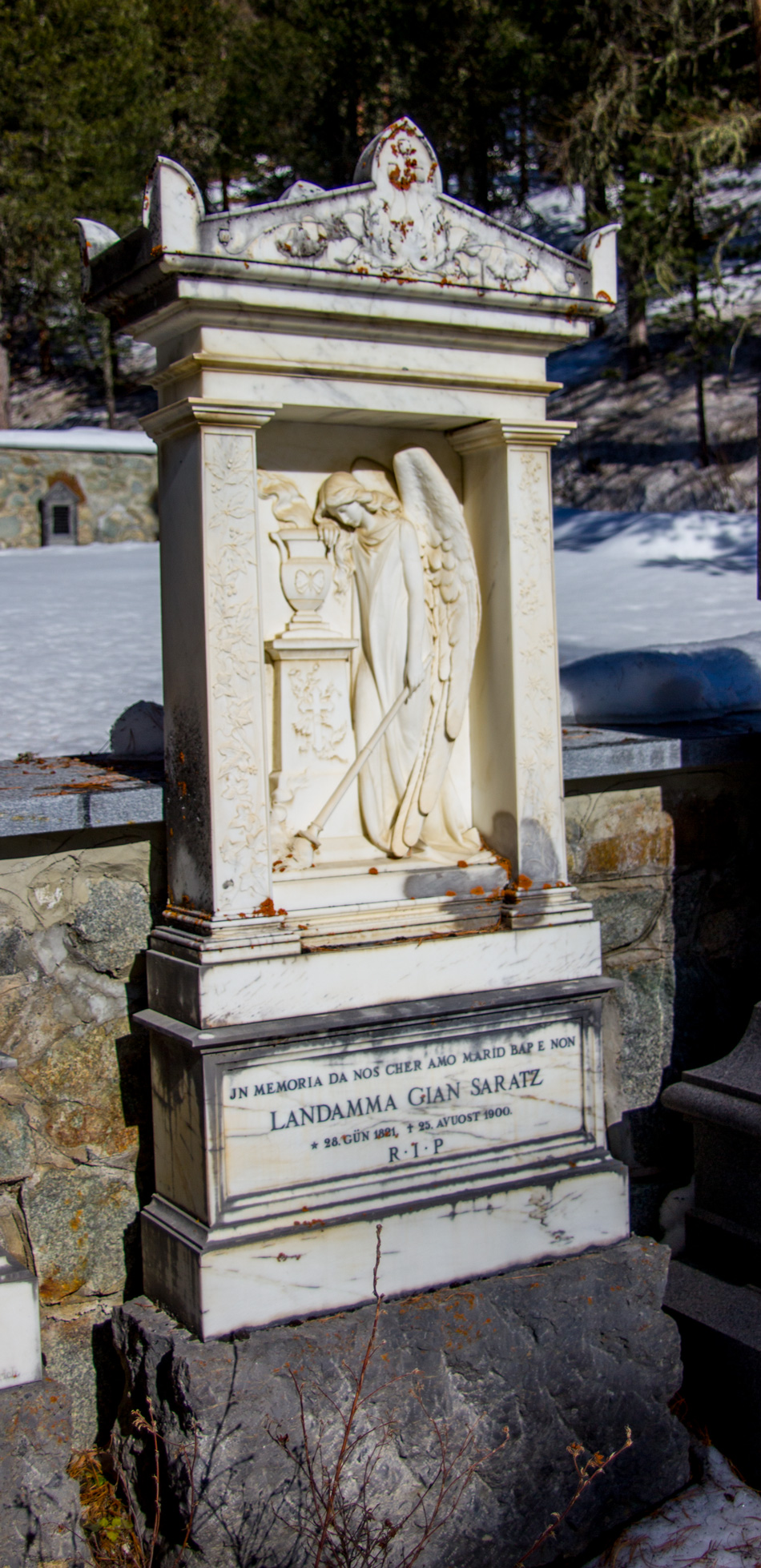
Grab von Gian Saratz auf dem Friedhof von Sta. Maria in Pontresina

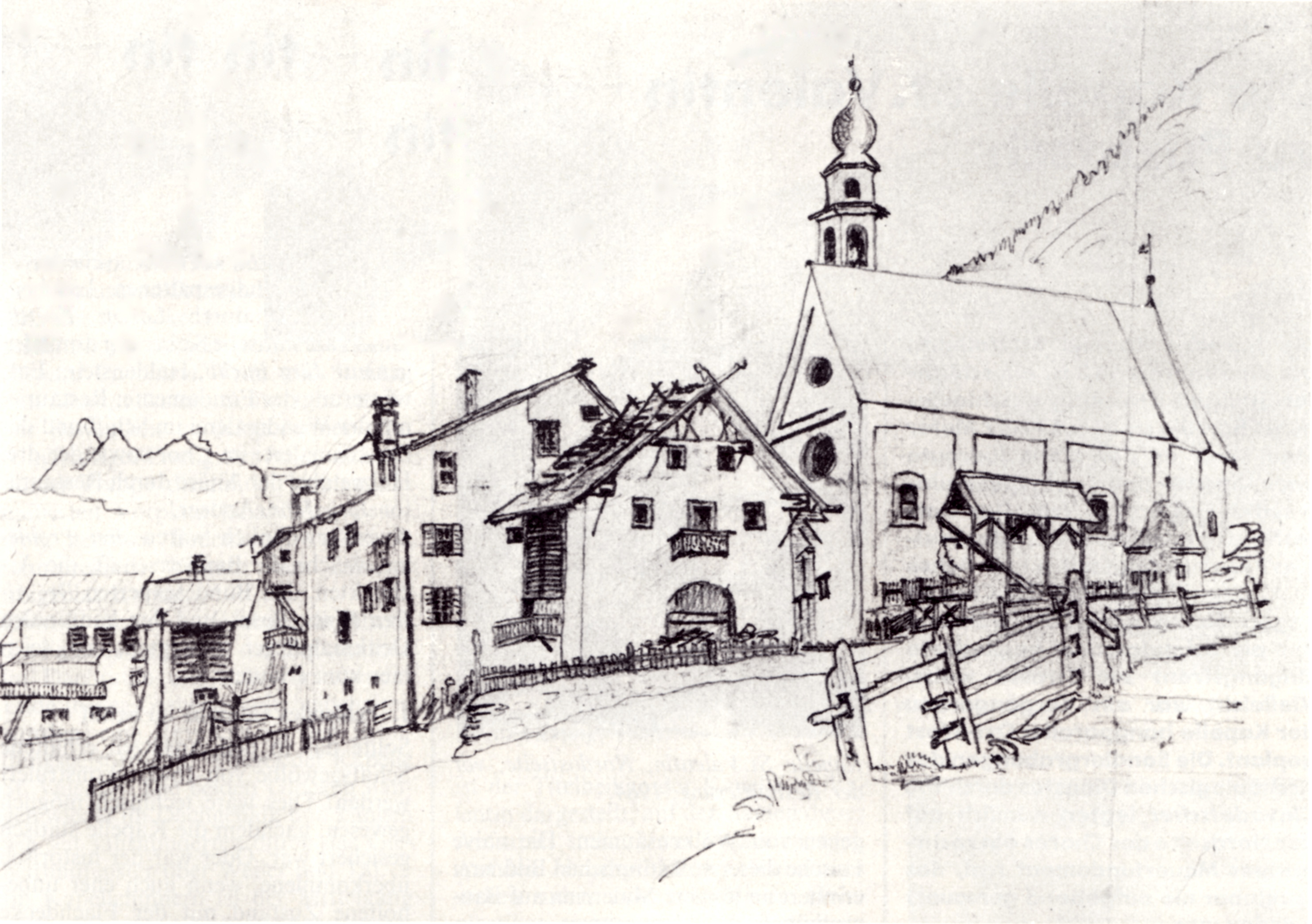
Das Haus von Gian Saratz, das Stammhaus des Hotels Saratz (vor 1865)

## Leben und Wirken
Gian Saratz entstammte der Zuckerbäckerfamilie Saratz aus Pontresina. Er kam am 28. Juni 1821 als Sohn von Gian Pitschen Saratz (1763–1823), Besitzer der Patisserie Saratz in Alençon in der Normandie, und der Anna Saratz in Pontresina zur Welt. Bereits 1823 starb sein Vater. Das Vermögen der Familie erlaubte der Mutter aber, ihren verwaisten Sohn zunächst an das Institut à Porta in Ftan im Unterengadin und von 1834 bis 1837 an die Bündner Kantonsschule in Chur zu schicken. Daran schlossen sich zwei Jahre am Institut Hüni in Horgen an.
Nach seiner Schulzeit übernahm er den Familienbetrieb in Frankreich. 1845 heiratete er Anna Jenny (1824–1905), Tochter des Zuckerbäckers Peider Jenny (1793–1876). Seine Betriebe – die Cukiernia Castelmur in Warschau und die Conditorei Jenny  in Vilnius – befanden sich in Osteuropa. Gemeinsam hatten sie zwei Söhne, Gian (1846–1912) und Peider (1850–1895). Heimweh veranlasste Gian Saratz mehrfach zu längeren Aufenthalten im Engadin. 1851 verkaufte er schliesslich das Geschäft und kehrte endgültig nach Pontresina zurück.
Einer Erwerbstätigkeit ging er nach seiner Rückkehr nicht mehr nach. Stattdessen widmete er sich seinen vielfältigen Interessen und übernahm verschiedene Funktionen in der Gemeinde Pontresina und im Kanton Graubünden. Den Betrieb des von ihm begründeten Hotel Saratz überliess er seiner Frau und seinen Söhnen. Gesund und rüstig bis ins hohe Alter verstarb er am 25. August 1900. Er liegt, an der Seite seiner Frau, begraben auf dem Friedhof der Kirche Sta. Maria in Pontresina.

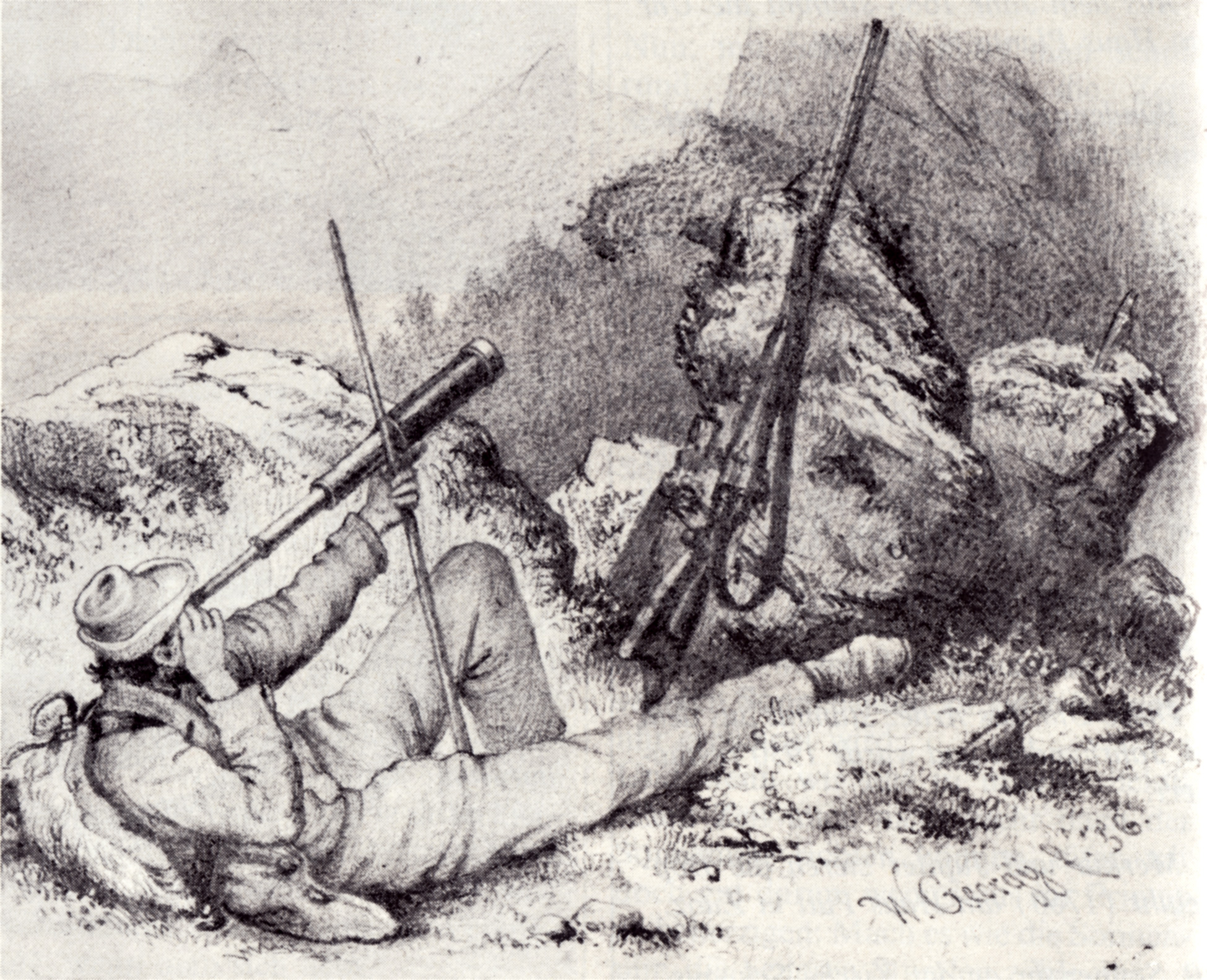
Gian Saratz auf der Jagd, gezeichnet von Wilhelm Georgy 1856

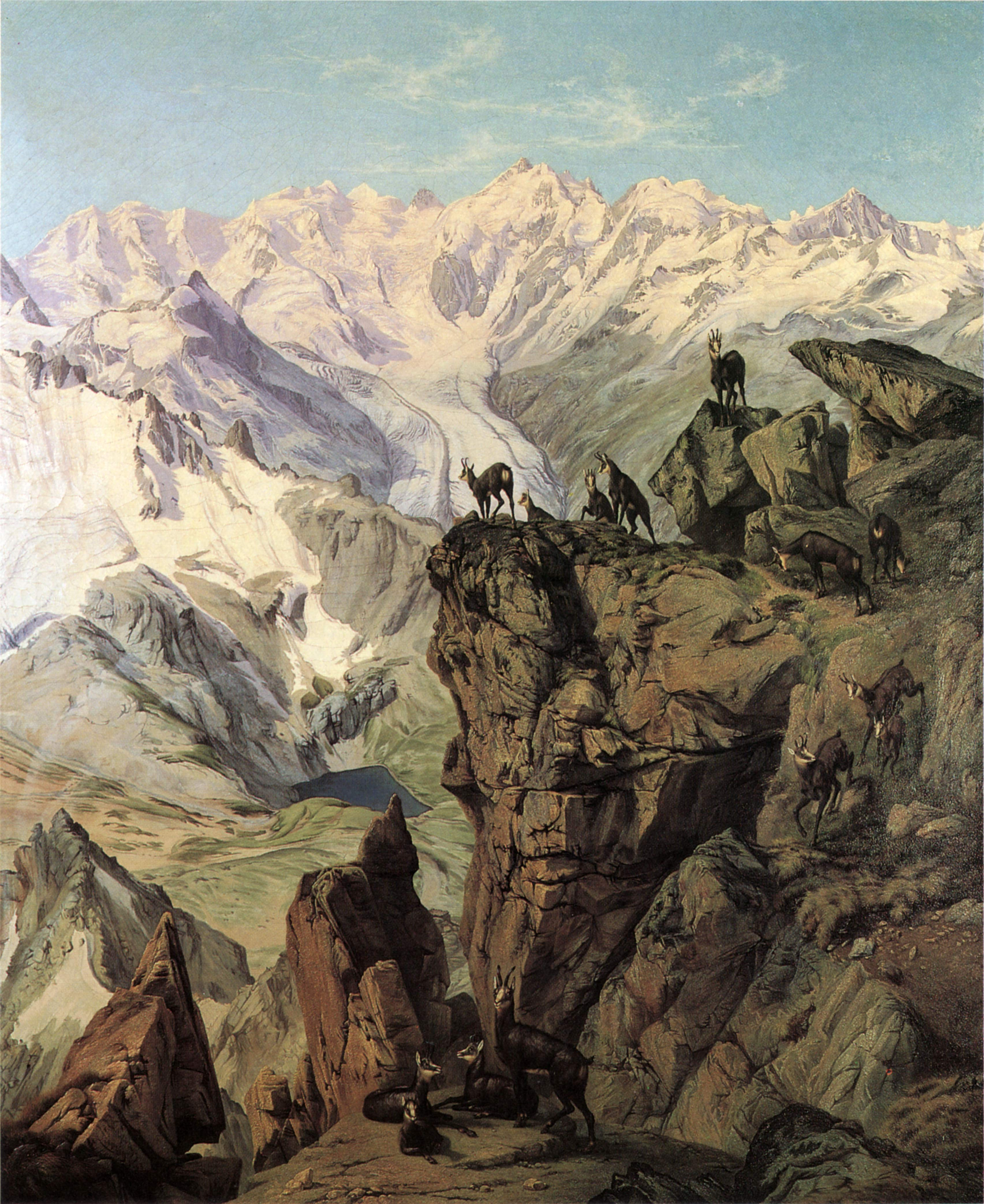
Bernina-Gruppe mit Gemsen vom Piz Languard aus, Ölgemälde von Wilhelm Georgy 1863

### Naturforscher und Jäger
Im Nachruf bezeichnet sein Sohn Gian die Liebe zu den heimatlichen Bergen und die Freunde an der Natur als Grundzug des Wesens von Gian Saratz, der ihn sein ganzes Leben begleitet habe. In seiner Jugend war er oft mit Gian Marchet Colani auf der Jagd. Er soll den berühmten Jäger auch auf seiner letzten Jagd im August 1837 begleitet haben.
Der Apotheker Melchior Bovelin (1777–1842) in Bever führte Gian Saratz in die Tierpräparation ein. Seine Kenntnisse vertiefte er in Paris und im Winter 1863 bei Hermann Ploucquet, Präparator am königlichen Naturalienkabinett in Stuttgart. Schon als Jugendlicher begann er mit dem Aufbau einer eigenen Sammlung. 1858 vermerkte Ernst Lechner in seinem Reiseführer Piz Languard und die Bernina Gruppe bei Pontresina: Herr Joh. Saraz hat in seinem Hause, der Kirche gegenüber, eine nette Sammlung ausgestopfter Bergbewohner dieser Berge angelegt und öffnet dieselbe mit Gefälligkeit Solchen, die sich hierfür interessiren. Ein Teil dieser Sammlung, etwa 150 ausgestopfte Vögel, befinden sich heute im Museum Alpin in Pontresina. Seine Sammlungen umfassten auch ein Herbarium und eine Sammlung von Schmetterlingen, die er teils selber züchtete.
Seine Beobachtungen zum Leben der Tiere in den Alpen fanden Eingang in Friedrich von Tschudis Das Tierleben der Alpenwelt. Auch mit dem Ornithologen Georg Albert Girtanner und dem Zoologen Victor Fatio stand Gian Saratz in Kontakt. Selber als Autor trat er selten in Erscheinung, unter anderem mit einem Verzeichnis der im Oberengadin lebenden Vögel im Bulletin de la société ornithologique suisse und einem Bericht über den Versuch zur Rennthierzucht im Oberengadin. Der Versuch im Auftrag der Oberengadiner gemeinnützigen Gesellschaft mit einem Weibchen aus dem Tiergarten Köln und einem Männchen aus der Ménagerie du Jardin des Plantes in Paris in den Jahren 1866/1867 schien anfangs erfolgreich und den Tieren sagten die Lebensbedingungen im Val Roseg zu. Es zeigte sich aber, dass das Weibchen für Nachwuchs zu alt war. Zudem wurde der junge Bock zunehmend gefährlich. Schliesslich wurden die Tiere an den Tiergarten in Turin verkauft.
Im Zusammenhang mit der Naturforschung steht auch seine Freundschaft mit dem Leipziger Maler und Zeichner Wilhelm Georgy. Dieser war zusammen mit dem Kunstmaler Emil Rittmeyer mit der Illustration von Friedrich von Tschudis Das Tierleben der Alpenwelt beauftragt und hielt sich in den Jahren 1854 bis 1858 im Oberengadin auf. Gian Saratz nahm den Maler für zwei Jahre als Gast in sein Haus auf. Als Dank erhielt er Skizzenbücher und das Gemälde Bernina-Gruppe mit Gemsen vom Piz Languard aus, das heute noch im Treppenhaus des Hotels Saratz hängt.
Auch im aufkommenden Alpinismus im Engadin betätigte sich Gian Saratz. Nachdem mehrere Versuche seit der Erstbesteigung des Piz Bernina 1850 gescheitert waren, gelang ihm am 3. Oktober 1858 die Zweitbesteigung mit Peter Jenny und dem Gämsjäger Jann Rüedi. Am 12. Juli 1859 bestieg er wiederum mit Jann Rüedi als Erster den Piz Julier.

### Öffentliche Ämter
Gian Saratz engagierte sich auch im politischen Leben seiner Gemeinde. Während zweier Legislaturperioden sass er als Vertreter des Kreises Oberengadin im Grossen Rat des Kantons Graubünden. Anschliessend war er in den Jahren 1861 bis 1863 Landammann des Kreises Oberengadin. Daneben wirkte er über zwanzig Jahre als Kreis- und Bezirksrichter und als Mitglied der Vormundschaftsbehörde.
1872 gründete Gian Saratz den Verschönerungsverein Pontresina. Unter seiner langjährigen Präsidentschaft legte der Verein bis in die 1890er Jahre ein Netz von Wander- und Reitwegen von über 80 Kilometern Länge an. Die Wege trugen klangvolle Namen wie Schluchtenpromenade, Thaispromenade, Flazpomenade und kosteten insgesamt 35'161.35 Franken.

## Schriften
- J. Saraz: Der Versuch zur Rennthierzucht im Oberengadin. In: Jahresbericht der Naturforschenden Gesellschaft Graubündens, Band XIII. (1867/1868) S. 206–218.
- Jean Saratz: Les oiseaux de la Haute-Engadin. In: Bulletin de la société ornithologique suisse, tome II, Ire partie, 1868, S. 125–146.